# Víctor Pérez Petit
Víctor Pérez Petit (Montevideo, 27 de septiembre de 1871 - Montevideo, 19 de febrero de 1947) fue un abogado, escritor, poeta y dramaturgo uruguayo.

## Biografía
Hijo de Juan Francisco Pérez y Elena Petit. En 1892 se recibió de Bachiller en Ciencias y Letras; y en 1895, de Abogado y Doctor en Jurisprudencia con una tesis titulada La libertad de testar y la legítima.
Fue también fundador de la Revista Nacional de Literatura y Ciencias Sociales en 1895, con José Enrique Rodo, y los hermanos Daniel Martínez Vigil y Carlos Martínez Vigil. Además fue editor del diario El Orden.
Desde 1908 a 1915 fue director y redactor de El Tiempo de Montevideo, también fue Presidente de la Sociedad de Autores de Uruguay y miembro de Ateneos de El Salvador y Honduras.
En sus contribuciones a la literatura uruguaya se pueden encontrar cuentos, poemas, artículos de crítica literaria en un gran número de periódicos en su país y en el exterior. Para sus trabajos utilizó variados seudónimos entre los que están "Argos", "Fabio", "Don Gil de las calzas verdes", "Sóstrato", "Araguirá", "Chrysals", "El Otro" y "Juan Palurdo"
Sus obras de teatro fueron estrenadas tanto en teatros de Montevideo como en Buenos Aires.

## Sus obras
- Un amor
- El parque de los ciervos, [1898]
- Emilio Zola, [1902]
- Los Modernistas, [1902]
- Cervantes, [1905]
- Gil, [1902 - Cuentos]
- Joyeles bárbaros, [1907, sonetos]
- Teatro, [1912, volúmenes]
- Las alas azules, [poemas]
- Cuentos crueles
- Hipomnemo, [ensayos críticos]
- Civilización y barbarie: réplica a los intelectuales alemanes, [1915]
- Un sabandija, [1918]
- Rodó - Su vida y su obra, [1919]
- Entre los pastos, [1920] Ganador del 1º premio por esta novela en un concurso organizado por el diario "El Plata".
- Cantos de la raza, [1924]
- La música de las flores y otros cuentos, [1924]
- Los ojos de Argos [1942]
- El jardín de Pampinea [Ed. Nacional, 1944]
- Lecturas [C. García y cía., 1942]
- Las tres catedrales del naturalismo, [1943]
- En la Atenas del Plata, [1944]
- Los evocadores, [1944]
- Heliópolis, [1944]
- De Weimar a Bayreuth, [1942]

### Obras de teatro
- Cobarde, [Drama en 3 actos, 1894]
- La rosa blanca, [Comedia en 3 actos, 1906]
- Claro de luna, [comedia en 1 acto, 1906]
- Yorick, [tragedia en 4 actos, 1907]
- El esclavo rey, [comedia en 3 actos, 1908]
- La rondalla, [Drama en 3 actos, 1908]
- El baile de Misia Goya, Burlesque en 1 acto, 1908]
- Trilogía:
  - La ley del hombre, [3 actos, 1913]
  - Mangacha, [3 actos, 1914]
  - Noche Buena, [3 actos, 1914]
- Los picaflores, [comedia en 3 actos, 1915]
- El Príncipe Azul, [en 3 actos, 1916]